# Begonia venosa
Begonia venosa es una especie de planta perenne perteneciente a la familia Begoniaceae. Es originaria de Sudamérica.

## Distribución
Es un endemismo de Brasil donde se encuentra en la Mata Atlántica distribuida en São Paulo.

## Taxonomía
Begonia venosa fue descrita por Skan ex Hook.f. y publicado en Botanical Magazine 125: pl. 7657. 1899.
Etimología
Begonia: nombre genérico, acuñado por Charles Plumier, un referente francés en botánica, honra a Michel Bégon, un gobernador de la excolonia francesa de Haití, y fue adoptado por Linneo.
venosa: epíteto latino de venosus que significa "con venas".